# Nørre Ørslev Kirke
Nørre Ørslev Kirke ligger i landsbyen Nørre Ørslev ca. 7 km ØNØ for Nykøbing Falster (Region Sjælland).

## Eksterne kilder og henvisninger
- Wikimedia Commons har flere filer relateret til Nørre Ørslev Kirke
- Nørre Ørslev Kirke Arkiveret 31. januar 2011 hos  Wayback Machine på nordenskirker.dk
- Nørre Ørslev Kirke på KortTilKirken.dk
- Nørre Ørslev Kirke på danmarkskirker.natmus.dk (Danmarks Kirker, Nationalmuseet)